# Українсько-італійський словник Hoepli
«Українсько-італійський словник Hoepli» («Dizionario Hoepli ucraino-italiano») — перший сучасний словник української мови, створений і виданий в Італії. Авторка словника — Олена Пономарева, кандидат філологічних наук, мовна експертка Департаменту європейських, американських та міжкультурних студій Римського університету ла Сап’єнца.

## Концепція
Словник покликаний забезпечити користувачеві щонайбільшу функційність і щонайширший семантичний вибір варіантів перекладу. За словами укладачки, «це комбінаторно-тлумачний словник, тобто не просто українське слово і переклад, а є варіанти різних його значень у перекладі італійською мовою. Такою і була моя мета – створити нарешті великий академічний словник з комбінацією слів, за яким цікаво вивчати як українську, так і італійську мови».

## Склад і реєстр
Словник відзначається багатством і розмаїттям статей: 35 000 реєстрових одиниць, 52 000 значень, 45 000 зворотів і прикладів.
Видання охоплює різні шари української лексики. Крім основного фонду, це розмовні, просторічні, жаргонні, сленгові слова та вислови, лексика з національно-культурним компонентом. Рясно представлено термінологію та професійну лексику — науково-технічну, економічну, політичну, медичну, мистецьку, комп’ютерну. Відбито реалії живої української мови, зокрема новотвори останніх десятиліть, обсценні слова та вислови.
Значна частина статей містить переклади поширених словосполучень, складених термінів, усталених висловів, частотних фразеологізмів різних типів, прислів’їв і приказок, котрі можуть викликати труднощі при перекладі.

## Будова статті
Словник побудовано абетково-гніздовим способом. Типова структура статті: реєстрова одиниця з наголосом, стильова та граматична характеристики, перекладні відповідники, приклади, що ілюструють значення, сполучуваність та інші особливості вживання слова. Рівноцінні варіанти перекладу наведено через кому. Ті, що відрізняються семантично, контекстуально чи стилістично, подано через крапку з комою. 
Статті про багатозначні слова розбито на відповідну кількість частин, кожне зі значень пояснене в дужках українським синонімом або італійською ремаркою. Значення подаються від прямого до переносного, від більш уживаного до менш поширеного, від сучасної лексики до застарілої.
Розгалужена система ремарок указує на відтінки та сферу вжитку реєстрових одиниць

## Призначення
Словник адресований усім, хто працює з італійською мовою в Україні (студентам, викладачам, перекладачам), та представникам української діаспори в Італії. Також видання розраховане на італійців, котрі вивчають українську мову.

## Відгуки рецензентів
Пилип Селігей:
|  | Праця О. Пономаревої продовжує найкращі традиції українського та західноєвропейського словникарства й водночас відповідає сучасним вимогам до перекладних словників. Нове видання сприятиме популяризації української культури в Італії, де нашу мову й досі часом не дуже відрізняють від російської. |

Максим Стріха:
|  | Лексикографічна робота Олени Пономаревої має насправді й ширше суспільне звучання, й навіть політичний вимір. Адже в Італії словники такого обсягу до цього видавалися тільки з «найбільших» мов (термін італійської лексикографії): англійської, іспанської, французької, німецької, російської. Відтак українську принаймні в цьому конкретному випадку вже теж прирівняно в Італії до “найбільших”. |

## Резонанс
13 вересня 2024 року примірник Словника було передано Президентові Італійської Республіки Серджо Маттареллі, який прийняв у своїй резиденції делегатів 84-го міжнародного конгресу Товариства Данте Аліґ'єрі, серед них авторку Словника. 3 жовтня Президент Італії в телефонній розмові особисто подякував Олені Пономаревій за її лексикографічну працю на ниві італійської україністики.

## У мережі
Українсько-італійський словник Hoepli на сайті eLexico